# アニメスターズ
アニメスターズ（Anime Stars）、またはオールドリームス（All Dreams）は、ナムコ（後のバンダイナムコゲームス）の野球ゲーム・ファミスタシリーズの一部タイトルに登場する架空の野球チーム。略称・Aチーム。

## 概要
1988年に発売されたPCエンジン版『プロ野球ワールドスタジアム』（ワースタ）が初出。この当時はオールドリームスの名称であったが、翌1989年夏に発売されたファミコン版の『ファミスタ'89 開幕版!!』とMSX2版『プロ野球ファミリースタジアム ペナントレース』に登場した後、同年末に発売された『ファミスタ'90』よりアニメスターズに改称され、翌1990年12月発売の『ファミスタ'91』まで登場した。
ユニフォームはワースタとMSX2版が緑を基調に黒の帽子とアンダーシャツ、ファミスタ'89〜'91では黒ずくめで灰色の帽子とアンダーシャツと言うデザインになっている。
選手名の元ネタが野球漫画・野球アニメのキャラクターであることもあって、チームの総合力はナムコスターズやその他の架空球団とは比べ物にならないほど強く『ファミスタ'87』において最強のチームであったメジャーリーガーズをも凌ぐほどである。中でも、以下の選手たちは独自の要素を持っている。

・はやみ…打率は低く本塁打も2本だが、ナムコスターズのぴのを遥かに凌ぐ、走力40を持つ。少し深い内野ゴロを打てばセーフになってしまうほど。
・ほし…下キーを押しながら投げると「消える魔球」になる。ストライクゾーンに入ればストライクになる上、Aチームの選手以外はバットを振っても当てることができない。ただしAチーム以外の試合に登板させた場合、2イニング終了で強制的に交代になる。
・ゆうき…上キーを押しながら投げると「ドリームボール」になる。通常のフォークではありえない球速（170km以上）が出る上、バットを振っても当てることはできない。ただしフォークであることは変わらない為、見送ればボールになる。

また、このチーム独自の特長として「（タイミングさえ合えば）空振りをしない」というパラメータがあった。通常であればバットに当てることができない「フォークボール」や、ベースから大きくはずれたボール球、果ては自分の背中側を通過するような投球ですらタイミングさえ合えば最低でもファウルにはできてしまうというもの。また、何故か守備時の「タッチ」時のスピードが異常に速く、取った場所によっては送球よりも速く塁に到達できる場合すらある。この仕様により盗塁がほぼ通用しない(CPUは別)。
最後に登場したファミスタ'91では全員の守備と肩が最高のSランクに設定されており、エラー（落球）をしない。
PCエンジン版ワースタでは、対戦モードで隠しコマンドを使用することにより2プレイヤー側で、またファミスタ90のリーグ戦とMSX2版では通常のチームとしてプレイヤー操作が可能であったが、それ以外のバージョンではCPU専用となっており通常モードで勝ち抜いて行くと、最後に隠しチームとして登場した。

## ゲームアーツ版オールドリームス
ゲームアーツ開発・発売のPC-88VA版（1988年・1989年発売）及びFM TOWNS版（1990年発売）の3タイトル、いわゆるゲームアーツ版に登場するオールドリームスは、PCエンジン版ワースタで「オールドスターズ」として登場した往年のスター選手との混成チームとなっており、ユニフォームもオールドスターズが使用していた茶色系統のものを流用している。また、ホーネッツ（Hチーム）に「かけうら」が代打で登録されていたり、オリエンツ（Oチーム）投手陣に1988年発売の1作目のみ「みすはら」が登録されているという人材流出が起きている。